# Eragrostis volkensii
Eragrostis volkensii är en gräsart som beskrevs av Pilg.. Eragrostis volkensii ingår i släktet kärleksgrässläktet, och familjen gräs. Inga underarter finns listade i Catalogue of Life.